# Тригонометрические преобразования Фурье
Синус-преобразование Фурье и косинус-преобразование Фурье — одни из видов преобразований Фурье, не использующих комплексные числа.

## Определение

### Синус-преобразование Фурье
Синус-преобразование Фурье {\displaystyle {\hat {f}}^{s}} или {\displaystyle {\mathcal {F}}_{s}(f)} функции {\displaystyle f(t)} равно
{\displaystyle 2\int \limits _{-\infty }^{\infty }f(t)\sin \,{2\pi \nu t}\,dt.},
где
{\displaystyle t} — время, {\displaystyle \nu } — частота колебаний.
Функция {\displaystyle {\hat {f}}^{s}(\nu )} нечётна по {\displaystyle \nu }, то есть
{\displaystyle {\hat {f}}^{s}(\nu )=-{\hat {f}}^{s}(-\nu )} для любого {\displaystyle \nu }.

### Косинус-преобразование Фурье
Косинус-преобразование Фурье {\displaystyle {\hat {f}}^{c}} или {\displaystyle {\mathcal {F}}_{c}(f)} функции {\displaystyle f(t)} равно
{\displaystyle 2\int \limits _{-\infty }^{\infty }f(t)\cos \,{2\pi \nu t}\,dt.}
где
{\displaystyle t} — время, {\displaystyle \nu } — частота колебаний.
Функция {\displaystyle {\hat {f}}^{c}(\nu )} чётна по {\displaystyle \nu }, то есть
{\displaystyle {\hat {f}}^{c}(\nu )={\hat {f}}^{c}(-\nu )} для любого {\displaystyle \nu }.

## Обратное синус- и косинус-преобразование Фурье
Изначальная функция {\displaystyle f(t)} может быть найдена по формуле
{\displaystyle f(t)=\int _{0}^{\infty }{\hat {f}}^{c}\cos(2\pi \nu t)d\nu +\int _{0}^{\infty }{\hat {f}}^{s}\sin(2\pi \nu t)d\nu .}
Используя формулу сложения для косинуса, получим, что
{\displaystyle {\frac {\pi }{2}}(f(x+0)+f(x-0))=\int _{0}^{\infty }\int _{-\infty }^{\infty }\cos \omega (t-x)f(t)dtd\omega ,},
где
{\displaystyle f(x+0)} и {\displaystyle f(x-0)} — право- и левосторонние пределы соответственно.
Если функция {\displaystyle f(t)} чётная, то часть формулы с синусом обращается в нуль, если {\displaystyle f(t)} нечётная, то исчезает косинус.

## Расширение на комплексные числа
Сегодня чаще используется формула синус- и косинус-преобразования Фурье в комплексном виде
{\displaystyle {\hat {f}}(\nu )=\int \limits _{-\infty }^{\infty }f(t)e^{-2\pi i\nu t}\,dt.}
Используя формулу Эйлера, получим
{\displaystyle {\hat {f}}(\nu )=\int \limits _{-\infty }^{\infty }f(t)(\cos \,{2\pi \nu t}-i\,\sin {2\pi \nu t})\,dt=\int \limits _{-\infty }^{\infty }f(t)\cos \,{2\pi \nu t}\,dt-i\int \limits _{-\infty }^{\infty }f(t)\sin \,{2\pi \nu t}\,dt={\frac {1}{2}}{\hat {f}}^{c}(\nu )-{\frac {i}{2}}{\hat {f}}^{s}(\nu ).}